# Le retour d'Afrique
Le retour d'Afrique è un film del 1973 diretto da Alain Tanner.